# 萨科南和布勒伊
萨科南和布勒伊（法語：Saconin-et-Breuil，法語發音：[sakɔnɛ̃ e bʁœj]）是法国上法蘭西大區埃纳省的一个市镇，属于苏瓦松区。该市镇于1873年由原市镇萨科南（Saconin）和布勒伊（Breuil）合并而成。

## 地理
萨科南和布勒伊（49°21'23"N, 3°14'53"E）面积8.53 平方千米，位于法国上法蘭西大區埃纳省，该省份为法国北部内陆省份，北起北部省，西接索姆省和瓦兹省，东临阿登省和马恩省，西南至塞纳-马恩省，东北部与比利时接壤。
与萨科南和布勒伊接壤的市镇（或旧市镇、城区）包括：库尔梅勒、多米耶、梅尔桑和沃、米西欧布瓦、佩尔南、沃比安。

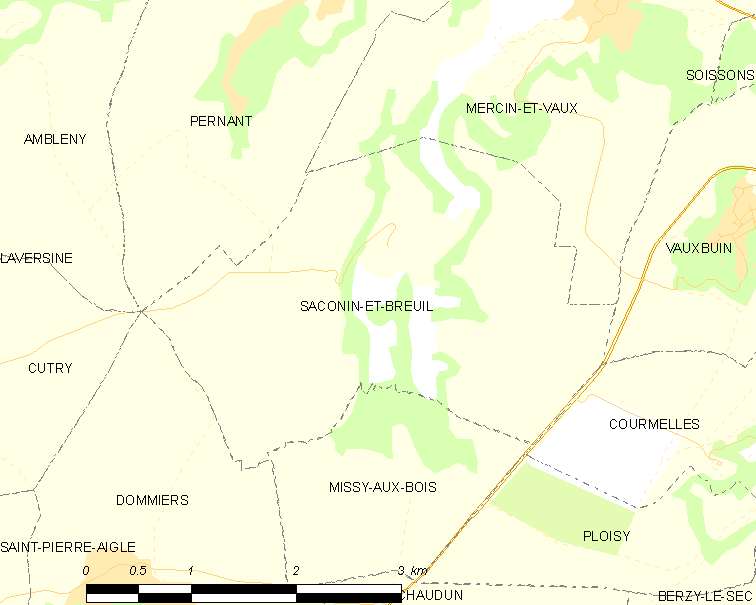
萨科南和布勒伊的OSM定位图

萨科南和布勒伊的时区为UTC+01:00、UTC+02:00（夏令时）。

## 行政
萨科南和布勒伊的邮政编码为02200，INSEE市镇编码为02667。

## 政治
萨科南和布勒伊所属的省级选区为埃纳河畔维克县。

## 人口

1962-2008年间萨科南和布勒伊人口变化图示

萨科南和布勒伊于2022年1月1日时的人口数量为197人。